# 天保郷帳
天保郷帳（てんぽうごうちょう）は江戸幕府の命で天保年間に作成された郷帳。郡別の村々の生産高が記載されている。原本は国立公文書館に所蔵されており、重要文化財に指定されている。